# Magisches Dürer-Quadrat

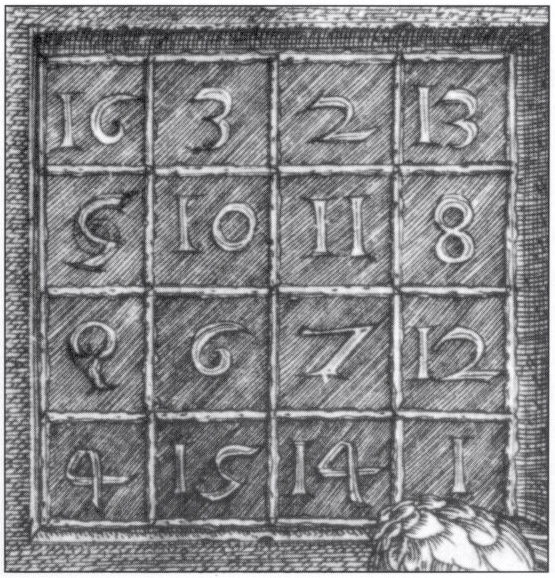
Detail aus Melencolia I

Das magische Dürer-Quadrat zählt zu den berühmtesten magischen Quadraten und ist in Albrecht Dürers Kupferstich Melencolia I abgebildet.

## Eigenschaften von Summenkombinationen
Das Dürer-Quadrat ist ein symmetrisches magisches Quadrat und besitzt 86 Summenkombinationen der magischen Zahl 34.
| 16 | 3  | 2  | 13 |
| 5  | 10 | 11 | 8  |
| 9  | 6  | 7  | 12 |
| 4  | 15 | 14 | 1  |

Zur besseren Übersicht sind nachfolgend alle Summenkombinationen nach verschiedenen Eigenschaften gruppiert, wobei möglicherweise auch andere Gruppierungen denkbar sind. Als Orientierung dient jeweils ein Bild, in dem die betreffenden Summenkombinationen mit grüner Hintergrundfarbe gekennzeichnet sind.

Abbildung 1
Abbildung 2
Abbildung 3
Abbildung 4
Abbildung 5
Abbildung 6

Zu Abbildung 1: 15 Summenkombinationen:
Die waagerechten, senkrechten und diagonalen Reihen sowie die zweireihigen Eckquadrate und das zweireihige Mittelquadrat haben jeweils die Summe 34.
Zu Abbildung 2: 21 Summenkombinationen:
Die Eckzahlen des Dürer-Quadrats sowie die Eckzahlen von Rechtecken und dreihreihigen Quadraten, die an den Rändern angrenzen, haben jeweils die Summe 34. Dies gilt auch für die diagonal einbeschriebenen Rechtecke sowie für die Eckzahlen zweier Lateinischer Kreuze und zweier Petruskreuze, die auch als Eckzahlen von Drachenvierecken aufgefasst werden können.
Zu Abbildung 3: 12 Summenkombinationen:
Die am Zentrum gespiegelten waagerechten und senkrechten benachbarten Zahlenpaare sowie die am Zentrum gespiegelten Rösselsprünge haben jeweils die Summe 34.
Zu Abbildung 4: 8 Summenkombinationen:
Die Zahlen der beiden mittleren Zeilen und Spalten in Zickzack-Reihenfolge und die Zahlen an den äußeren Zeilen und Spalten in Zickzack-Reihenfolge haben jeweils die Summe 34.
Zu Abbildung 5: 12 Summenkombinationen:
Gewisse L-förmige und T-förmige Muster haben jeweils die Summe 34.
Zu Abbildung 6: 18 Summenkombinationen:
Sonstige Muster mit nicht-symmetrischen Kombinationen, die jeweils die Summe 34 haben.
Zusätzlich besitzt das Dürer-Quadrat die Eigenschaft, dass jedes zum Mittelpunkt punktsymmetrische Zahlenpaar die Summe 17 hat.

## Eigenschaften von Quadrat- und Kubiksummensummenkombinationen
Die Quadratzahlen der acht Zahlen in den Feldern der folgenden Achterkombinationen haben jeweils die Summe 748:
- Diagonalenpaar,
- Paare in der Mitte der Ränder,
- erste und dritte Zeile,
- zweite und vierte Zeile,
- erste und dritte Spalte,
- zweite und vierte Spalte.

Die Kubikzahlen der acht Zahlen in den Feldern der folgenden Achterkombinationen haben jeweils die Summe 9248:
- Diagonalenpaar,
- Paare in der Mitte der Ränder.

Alle sechs Achterkombinationen bilden offensichtlich symmetrische Muster.
- Das Diagonalenpaar sowie die die Gesamtheit der Paare in der Mitte der Ränder sind jeweils symmetrisch zur waagerechten und senkrechten Mittelachse sowie zu den beiden Diagonalen.
- Die Kombination aus der ersten und dritten Zeile sowie die aus der zweiten und vierten Zeile sind jeweils symmetrisch zur senkrechten Mittelachse.
- Die Kombination aus der ersten und dritten Spalte sowie die aus der zweiten und vierten Spalte sind jeweils symmetrisch zur waagerechten Mittelachse.[2]

In der folgenden Abbildung sind die Quadratsummeneigenschaften grün und gelb und die Kubiksummeneigenschaften grün dargestellt.